# Aldo Cacioppo
Aldo Cacioppo (Alcamo, 14 luglio 1944 – ...) è stato un cestista e allenatore di pallacanestro italiano.
Nel 1961-1962 ha giocato nella Cestistica Palermitana in Serie A Seconda Serie.
Nel 1966-1967 è coach della US Palermo femminile.
Ha allenato la Frecce Azzurre Palermo nella Serie A femminile 1978-1979. È stato allenatore benemerito dal 2011.
Nel 1999-2000 è direttore tecnico del Verga Palermo. Nel 2011-2012 ricopre la stessa carica per l'Otium Palermo.